# Comté de Culemborg
1318–1798
Entités suivantes :
- République batave

La seigneurie de Culemborg(également Culenburg, Kuilenburg, Cuylenburg) était une seigneurie impériale directe et plus tard un comté avant de devenir une région dépendante des Pays-Bas.

## Histoire
Elle est issue de la famille noble du même nom, mentionnée dès le XIIe siècle. Son château de Culemborg et la ville associée de Culemborg se situaient sur la rivière Lek. La seigneurie avec la ville et certains villages dépendants se trouvaient à l'ouest d'Arnhem. L'évêque d'Utrecht Zweder de Culemborg est issu de cette lignée. Les descendants de la famille, en particulier Gerhard II et Caspar, ont pu augmenter considérablement les possessions. Comme Caspar n'ayant pas d'héritier mâle, la propriété est d'abord passée à sa fille Elisabeth, qui a dirigé le domaine pendant plusieurs décennies. La seigneurie a été élevée en comté par Philippe II ou par Charles Quint en 1555.
Après la mort d'Elisabeth, la propriété est passée à la famille van Pallandt par l'intermédiaire de sa sœur Anna (1483-1509). Le fils de Floris Ier est tombé en disgrâce auprès des dirigeants espagnols parce qu'il a participé au soulèvement néerlandais. Pendant cette période, la transition de l'enseignement de la Réforme protestante a également eu lieu. Lui-même a été impliqué dans le mouvement des iconoclastes. L'héritier Floris II est mort sans enfant.
La possession des terres est transmise par héritage en 1639 au comte Philippe Thierry de Waldeck, dont la mère, Anne de Bade-Durlach (1587–1649), avait hérité du comté par sa mère, la comtesse Elisabeth von Pallandt-Culemborg († 8 mai 1620). Ainsi, Culemborg est entrée en possession de cette maison.
De 1672 à 1692, la région fut occupée par les troupes françaises.
Par mariage et héritage, Culemborg est tombée aux mains du duc Ernest-Frédéric Ier de Saxe-Hildburghausen en 1692. Il vendit Culemborg aux Pays-Bas en 1720. En tant que comté libre et souverain, il appartenait aux États de Gueldre. En 1748, le comté a été donné au prince Guillaume IV. Aujourd'hui encore, les membres de la famille royale néerlandaise portent le titre de comte ou de comtesse de Culemborg.

## Seigneurs et comtes de Culemborg
| Règne     | Nom                                             | Naissance | Décès      | Famille                             |
| --------- | ----------------------------------------------- | --------- | ---------- | ----------------------------------- |
| 1271-1309 | Hubert III de Bosinchem/Hubert Ier de Culemborg |           | 1309       | Venant de la famille Van Bosinchem  |
| 1296-1322 | Jean Ier de Bosinchem/Jean Ier de Culemborg     |           | 1322       | fils du précédent                   |
| 1322-1347 | Hubert IV de Bosinchem/Hubert II de Culemborg   |           | 1347       | fils du précédent                   |
| 1347-1394 | Gérard Ier                                      |           | 28-5-1394  | frère                               |
| 1394-1422 | Hubert III                                      |           | après 1439 | fils du précédent                   |
| 1422-1452 | Jean II                                         |           | 1-4-1452   | frère                               |
| 1452-1480 | Gérard II                                       |           | 9-3-1480   | fils du précédent                   |
| 1480-1506 | Gaspar (ou Caspar) (en néerl. Jasper)           | ca. 1456  | 21-11-1506 | fils du précédent                   |
| 1506-1555 | Elizabeth                                       | 1475      | 9-12-1555  | fille du précédent                  |
| 1555-1598 | Floris van Pallandt                             | 1537      | 29-9-1598  | cousin                              |
| 1598-1639 | Floris II van Pallandt                          | 28-5-1578 | 4-6-1639   | fils du précédent                   |
| 1639-1640 | Walraad IV van Waldeck-Eisenberg                | 28-5-1578 | 6-10-1640  | mariage avec Anna van Baden-Durlach |
| 1640-1645 | Philip Theodoor van Waldeck                     | 2-11-1614 | 7-12-1645  | fils du précédent                   |
| 1645-1664 | Hendrik Walraad van Waldeck-Eisenberg           | 28-3-1642 | 15-7-1664  | fils du précédent                   |
| 1664-1692 | Georges-Frédéric de Waldeck                     | 31-1-1620 | 19-11-1692 | oncle (frère du père)               |
| 1692-1714 | Louise Anna van Waldeck-Eisenberg               | 18-4-1653 | 30-6-1714  | fille du précédent                  |
| 1714-1720 | Ernest-Frédéric Ier de Saxe-Hildburghausen      | 21-8-1681 | 9-3-1724   | fils de la soeur du précédent       |
| 1720-1748 | Etat du Quartier de Nimègue (nl)                |           |            | achat                               |
| 1748-1766 | Guillaume IV                                    | 1-9-1711  | 22-10-1751 | donation                            |
| 1766-1795 | Guillaume V                                     | 8-3-1748  | 9-4-1806   | fils du précédent                   |

Avec l'arrivée de la République batave, les comtés ont disparu. Le chef de la maison d'Orange-Nassau (le chef de l'État néerlandais), cependant, détient toujours le titre de comte / comtesse de Culemborg à ce jour.

## Héraldique
Avant son mariage, le blason d'Elisabeth de Culemborg (1475-1555) prenait la forme suivante :
| Figure | Blasonnement                                                  |
|        | Parti : écartelé au I et 3 de Culemborg et au 2 et 4 de Leck. |

Dans l'Armorial de Gelre, écrit entre 1370 et 1414, apparaissent ces armes pour le seigneur de Culemborg (Heer van Culenborch) :
Plan de Culemborg vers 1649 par J. Blaeu avec dans le cartouche les armes de la ville de Culemborg :

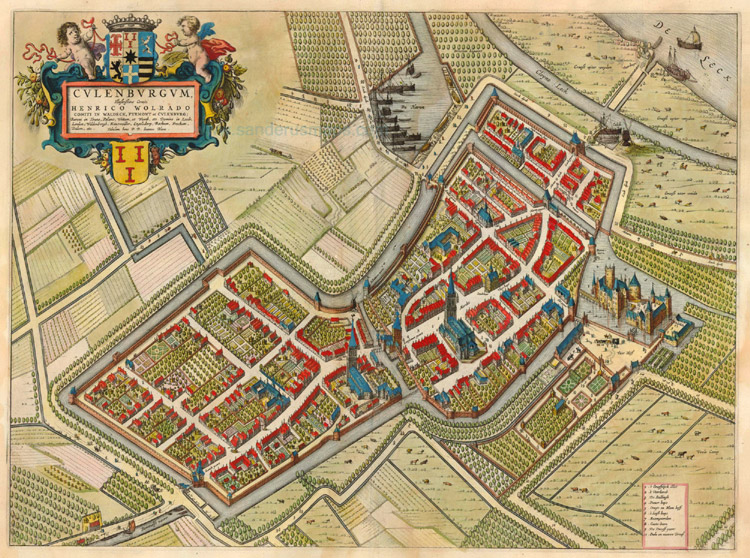

Planche du Siebmachers Wappenbuch pour la période de 1701-1705, les armes de Culemborg apparaissent sous le libellé Cullenburg:

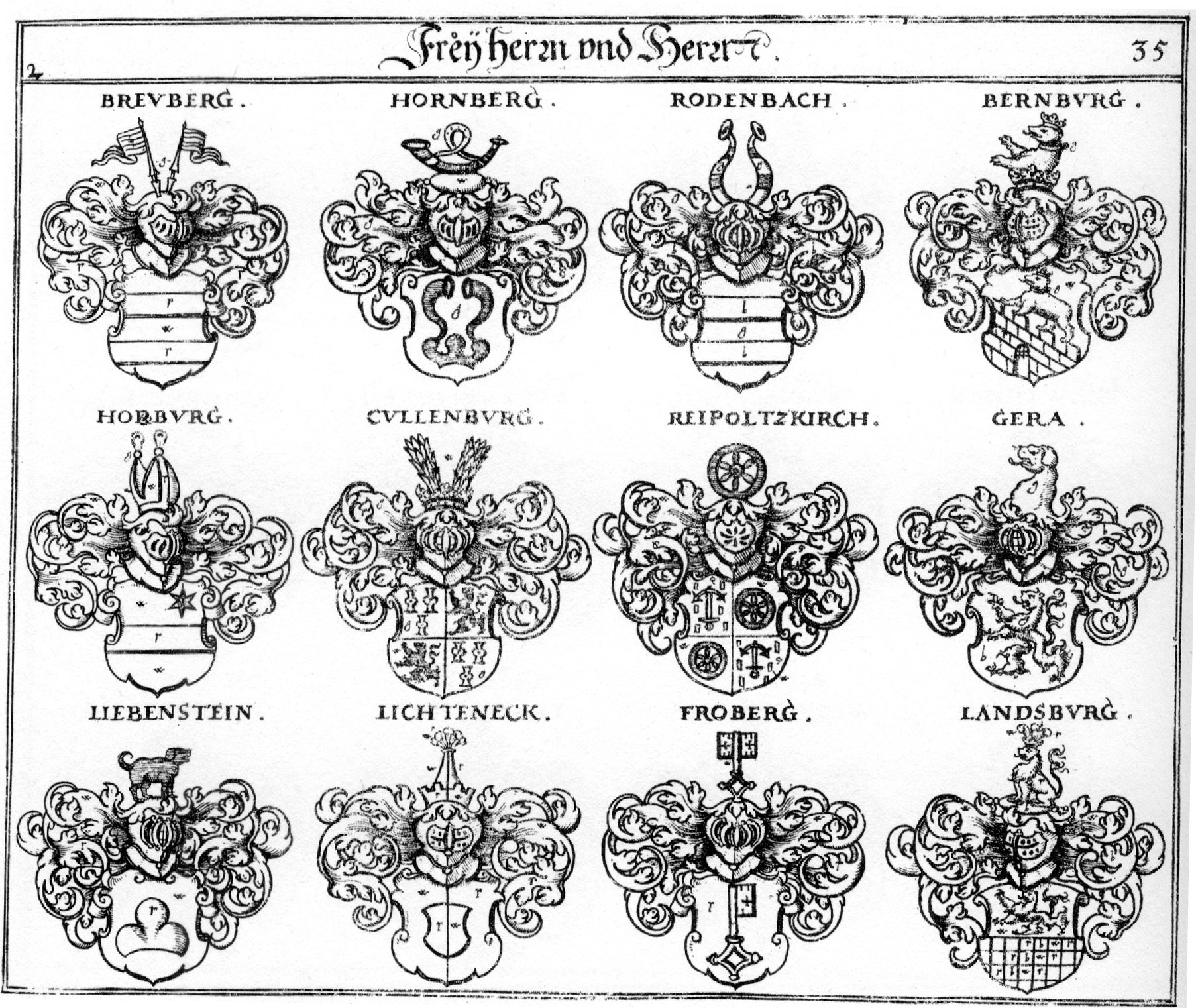